# Assassinato de João sem Medo

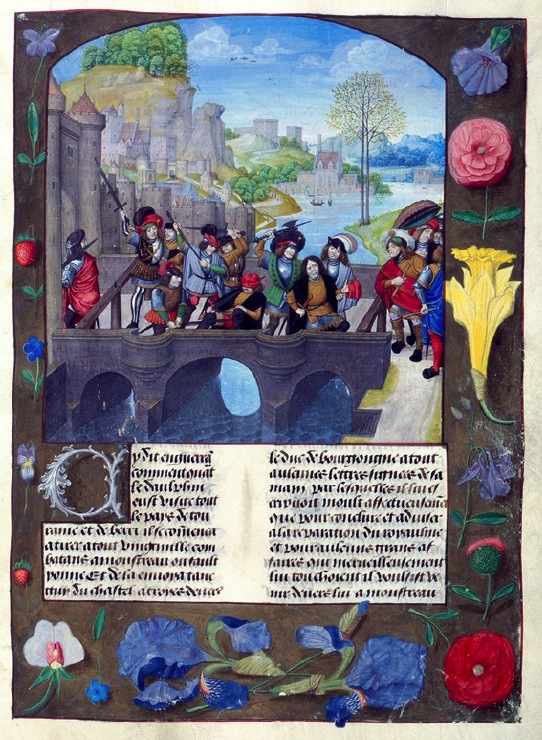
Exibição em miniatura do assassinato de João sem Medo pintado pelo Mestre dos Livros de Oração.

João sem Medo, ou o Temerário, Duque da Borgonha, foi assassinado na ponte em Montereau em 10 de setembro de 1419, durante uma negociação com o delfim francês (o futuro Carlos VII de França), por Tanneguy du Chastel e Jean Louvet, conselheiros próximos do delfim.
Tal ato traria serias consequências catastróficas à França, que já estava devastada devido conflitos internos pelo poder e a batalha de Azincourt. Também teve serias implicações na assinatura do Tratado de Troyes, que daria temporariamente aos ingleses a coroa da França.

## Contexto
O assassinato ocorreu durante a Guerra dos Cem Anos. Duas facções rivais, os Armagnacs e os Borguinhões, disputavam poder dentro do conselho de regência liderado pela rainha Isabel da Baviera. É dito que o duque de Orleães e líder dos Armagnacs, Luís I de Orleães, ganhou uma vantagem, tornando-se amante da rainha, com a alegação posterior que Carlos VII era o seu filho ilegítimo. João sem Medo, sentindo que estava perdendo poder, tinha assassinado Luís de Orleans em Paris em 1407. Este evento levou a uma guerra civil entre os Armagnacs e Borguinhões. Quando os ingleses invadiram a Normandia, João sem Medo manobrou para lidar com eles com cuidado, pois os Países Baixos, que pertenciam a ele, estavam dependentes do fornecimento de lã inglesa para a produção de cortinas. Portanto, ele só enviou algumas tropas para lutar contra eles. Ele lucraram com a guerra, tomando o poder em Paris, apoiados pelos acadêmicos e artesãos. No entanto, uma vez que os ingleses esmagaram os cavaleiros franceses em Azincourt, em 1415, puseram fim à guerra civil que urgia.
João Sem Medo e o delfim Carlos reuniram-se uma primeira vez em 8 de julho de 1419, em Pouilly-le-Fort, em seguida, novamente em 11 de julho. Em 19 de julho, sua próxima reconciliação foi celebrada em Paris com um Te Deum. Isso, no entanto, foi adiado por um ataque inglês que, progredindo ao longo do curso do rio Sena, apreenderam Poissy em 31 de julho e ameaçaram Paris. O duque de Borgonha tinha evacuado a família real para Troyes, no Oriente.
Finalmente, João e Carlos concordaram em selar a sua aliança na ponte sobre o Sena em Montereau em 10 de setembro de 1419.

## O assassinato
Em 10 de setembro 1419, por volta das 17 horas, João sem Medo, duque de Borgonha o conde de Borgonha, Artois e Flandres, foi cortado até a morte na ponte de Montereau durante uma negociação diplomática. Seu assassinato foi planejado e executado pelo delfim Carlos, futuro rei Carlos VII, junto com os militares Tanneguy du Chastel e Jean Louvet.

## Consequências

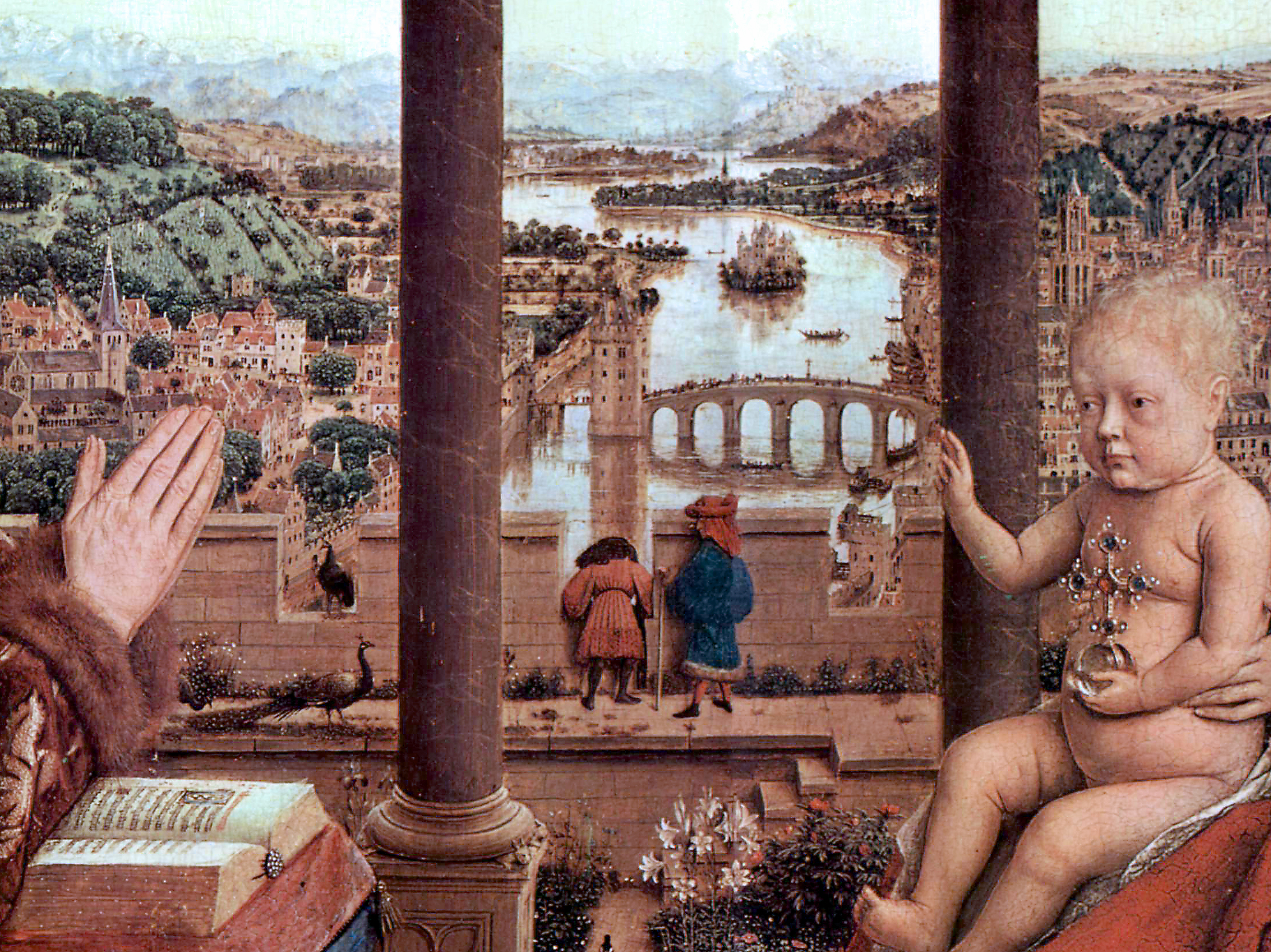
A Virgem do Chanceler Rolin por Jan van Eyck, datada de cerca de 1435 (detalhe). Foi sugerido que a ponte na pintura é o local do assassinato. O Tratado de Arras, celebrado por Nicolas Rolin (babá na pintura), em 21 de setembro de 1435, continha um decreto no sentido de que uma cruz em memória do assassinato fosse erguida na ponte. Os anos entre o assassinato e o Tratado recentemente concluído podem ser lidos no número de pisos de telhas entre a arcada e o plano pictórico.

Este ato teria consequências catastróficas para a França, já bastante enfraquecida por lutas pelo poder e pela derrota francesa em Azincourt. O novo duque de Borgonha, Filipe, o Bom, fez uma aliança com os ingleses; João sem Medo sempre tinha evitado isso, embora tivesse observado uma neutralidade benevolente em relação a eles e prontamente se beneficiado com a sua ajuda, por exemplo, a fim de conquistar o poder em Paris. Isto levou ao Tratado de Troyes, um ano depois, oque deu a coroa da França temporariamente para Henrique V de Inglaterra. Os Armagnacs contestaram este tratado, mas na época, controlavam apenas o Sudeste do país.

## Crânio de João visto por Francisco I
Em 1521, durante uma visita de Francisco I de França para a capital da Borgonha, um monge apresentou o crânio de João sem Medo ao rei da França, dizendo-lhe: "Senhor, este é o orifício através do qual os ingleses entraram na França."